# 撞木町
撞木町（しゅもくまち）は京都市伏見区の町名。

## 概要

大石良雄の紋　撞木町遊廓の紋として使用された。

町名は道路の形が撞木（しゅもく、T字形）に由来する。江戸時代、伏見街道の墨染南部に遊里（遊廓）が設置され、当時は「恵美酒町」（えびすちょう）と称された。元禄期、山科に隠居していた大石内蔵助が出入りし、「笹屋」という揚屋で遊興したと伝えられる。
撞木町は京都の花街（遊廓）で最も小さな規模だった。伏見港付近の柳町（のちの中書島）が栄えるようになり衰退するが、忠臣蔵ゆかりの場所として知られていたため存続していた。
1878年（明治11年）、芸妓3名、娼妓11名の存在が確認されている。1895年（明治28年）、町の南側に琵琶湖疏水の伏見インクラインが完成し舟運の中継地として賑わい、昭和初期には近隣に映画館伏見都館（昭和37年にはストリップ劇場に業態変更。平成17年閉館。）などが開館するも、1943年（昭和18年）には伏見インクラインは休止する。1958年（昭和33年）3月15日、売春防止法施行によってお茶屋9軒、娼妓40名で遊廓は廃止される。
現在、遊廓時代の面影は無く、インクライン跡は国道24号、周辺は住宅地となり、大正時に当時の関係者たちによって建立された記念碑と、栄えていた当時から存在する門柱と祠が現存するのみである。
1979年（昭和54年）4月9日、伏見郵便局が伏見区紙子屋町から撞木町に移転。

## 参考資料
- 田中緑紅 『亡くなった京の廓 下』京を語る会 1958年
- 田中泰彦編集『京都遊廓見聞録』京を語る会 1993年